# Ozierany Małe
Ozierany Małe [ɔʑɛˈranɨ ˈmawɛ] est un village polonais de la gmina de Krynki dans le powiat de Sokółka et dans la voïvodie de Podlachie. Il se situe à environ 8 kilomètres au sud-est de Krynki, à 32 kilomètres au sud-est de Sokółka et à 49 kilomètres à l'est de Białystok. 